# Grandes éxitos (Siniestro Total)
Grandes éxitos es el primer álbum recopilatorio lanzado al mercado por el grupo de punk-rock español Siniestro Total. Es una recopilación que incluye casi en su totalidad material no publicado anteriormente en álbum, aunque sí como caras B de sencillos o maquetas. Fue publicado por la discográfica DRO en marzo de 1986.

## Contenido
El álbum contiene una gran cantidad de rarezas publicadas hasta entonces solo como caras B de sencillos o maquetas varias.
«Matar jipis en las Cíes» y «Purdey» habían sido publicadas originalmente en el primer EP del grupo, Ayudando a los enfermos (DRO, 1982). Aunque la primera había aparecido también en ¿Cuándo se come aquí? (DRO, 1982), la segunda había permanecido sin publicar en un trabajo de larga duración. Aunque se afirmó que las canciones de Ayudando a los enfermos se habían grabado en directo en un inexistente Club Botafumeiro de Vigo, la grabación la llevó a cabo el propio Julián Hernández en su casa con "un cuatro pistas Tascam que [le] regalaron [sus] padres". Oficialmente, el disco aparece como grabado en Baterías Taponadas en el verano de 1981, que es el nombre que le dio Hernández a su estudio de grabación, con el que publicó varios trabajos de otros artistas en los ochenta.
«Gusanos en tu alcoba» nunca había aparecido en un trabajo oficial, puesto que formó parte de una casete de distribución limitada. Se grabó en enero de 1982 en Baterías Taponadas. «A funfun, a fanfan» fue compuesto para un disco navideño publicado por DRO, Navidades radioactivas (DRO, 1982) con grupos de rock y pop de dicha discográfica. «Dios salve al conselleiro» (versión de «Dios salve al lehendakari» de Derribos Arias), había sido grabado para el programa de televisión Aumba-Buluba-Balam-Bambú, y fue el único sencillo extraído del álbum (sería incluido en la reedición de De hoy no pasa de 2002). La versión en vivo de «Bailaré sobre tu tumba» provenía de la grabación del programa de televisión Pop Rock de Medianoche. «We are the world», una parodia del tema benéfico del mismo nombre, fue grabado en un concierto dado por Siniestro Total y otros grupos gallegos en Castrelos durante seis días en agosto de 1985 (sería publicado en la reedición de Bailaré sobre tu tumba de 2002).
Respecto a las caras B de sencillos anteriores, las dos canciones del sencillo «Sexo Chungo» / «Me pica un huevo» (DRO, 1983) fueron catalogadas como «cara B», apareciendo ambas en Grandes éxitos. «Luna sobre Marín (Pontevedra)» era una versión de «Moon Over Marin» de los Dead Kennedys, que apareció en el sencillo «No somos de Monforte» (DRO, 1983), extraído del álbum Siniestro Total II: El Regreso (DRO, 1983). La canción de Dead Kennedys se refería al condado de Marin, en California, mientras que los vigueses la adaptaron para el Marín de Pontevedra. También de Siniestro Total II proviene «Trabajar para el enemigo», cara B de «Más vale ser punky que maricón de playas» (DRO,1984). «Hey, hey Vigo» es la cara B del sencillo «Tipi, dulce tipi» (DRO, 1984), del álbum Menos mal que nos queda Portugal (DRO,1984), en tanto que «Sobre ti», versión de «Over You», un tema de Undertones, fue cara B de «Te quiero» (DRO, 1984), del mismo álbum. Por su parte, «No me lavo en la vida», una versión del «In-a-gadda-da-vida» de Iron Butterfly, fue la cara B del sencillo «Bailaré Sobre tu Tumba» (DRO, 1985), del álbum homónimo. «Cada día somos más» era la cara B del sencillo «¿Qué tal, homosexual?» (DRO, 1986), del mismo álbum.
Finalmente, «Assumpta» y «Si yo canto» habían aparecido en Menos mal que nos queda Portugal, en tanto que «Kalahari» proviene de Bailaré sobre tu tumba.

## Portada
La portada, de color amarillo, presentaba el texto «Jeroglífico — por Pepo» (en referencia a Pepo Fuentes). Inmediatamente más abajo aparece una letra d mayúscula de gran tamaño y más abajo dos dibujos de órganos sexuales femeninos y masculinos mucho más pequeños. Para finalizar, la preguna «¿Cuál es el nombre de este disco?» La respuesta es "Gran D Sexitos", que leído todo junto suena igual que "Grandes éxitos".

## Lista de canciones
1. «Matar jipis en las Cíes»
2. «Gusanos en tu alcoba	»
3. «Purdey»
4. «A funfun, a fanfan»
5. «Me pica un huevo»
6. «No somos de Monforte»
7. «Luna sobre Marín (Pontevedra)»
8. «Trabajar para el enemigo»
9. «Hey, hey Vigo»
10. «Assumpta»
11. «Sobre ti»
12. «Si yo canto»
13. «We are the world»
14. «No me lavo en la vida»
15. «Kalahari»
16. «Bailaré sobre tu tumba (Live version)»
17. «Cada día somos más»
18. «Dios salve al conselleiro»